# تپه چغا گرگ
تپه چغا گرگ مربوط به دوره اشکانیان است و در اندیمشک، کیلومتری ۳ اتوبان اندیمشک به اهواز واقع شده و این اثر در تاریخ ۶ اسفند ۱۳۸۵ با شمارهٔ ثبت ۱۷۳۹۳ به‌عنوان یکی از آثار ملی ایران به ثبت رسیده است.